# Conus gilchristi
Conus gilchristi é uma espécie de gastrópode do gênero Conus, pertencente à família Conidae.